# Factor IX de la coagulación
El factor IX de la coagulación, también llamado factor anti hemofílico beta o factor Christmas, es una proteína dependiente de vitamina K que forma parte de la vía intrínseca de la coagulación de la sangre. Este factor es parte del grupo de la protrombina y su masa molecular va entre 50000 a 100000 daltons. Se sintetiza en el parénquima hepático al igual que la mayoría de los otros factores. También se conoce como componente de la tromboplastina plasmática (PTC) 
Viaja en el torrente sanguino como una pro enzima (precursor enzimático inactivo) como parte de una de las serinas proteasas del sistema de coagulación, contiene 4 dominios y su rol es adherir un enlace de arginina- isoleucina a la enzima factor X y así continuar con la cascada de la coagulación. Es inhibido por la antitrombina y su concentración en el plasma es de 4 micro gramos/ml.
El dominio localizado en el extremo N, es un ácido gamma- carboxiglutamico(GLA) dependiente de calcio, que se une a las membranas de las plaquetas de la sangre. Los otros dos dominios son factores de crecimiento epidérmicos (EGF-like) que se caracterizan por tener tres enlaces disulfuro y su rol es adherirse a determinadas proteínas. Por último el extremo catalítico es el encargado de separar y activar al factor X. Para que este dominio funcione, el factor IX debe ser activado en primer lugar por el factor XI o VII, quienes le remueven un residuo de 35 polipéptidos.

### Historia
Fue la primera proteína de coagulación cuyo nombre lleva el apellido de un paciente al cual le encontraron la deficiencia de este factor; Stephen christmas en 1952.

### Enfermedades
Una deficiencia en el factor 9 de la coagulación causa hemofilia B. Una enfermedad caracterizada por hemorragias espontáneas debido a la deficiencia en la coagulación. Esta enfermedad se transmite de manera recesiva ligada al cromosoma x, lo que afecta principalmente al sexo masculino.